# Emily Sams
Emily May Sams (Boise, 1 de julho de 1999) é uma futebolista estadunidense que atua como zagueiro. Atualmente joga pelo Orlando Pride.

## Início da vida
Sams nasceu em Boise, Idaho, em 1999. Sua família mudou-se para Navarre, Flórida, no verão de 2014. Ela estudou na Navarre High School, onde marcou 107 gols e 70 assistências para o time de futebol e foi homenageada com vários prêmios individuais, incluindo Florida Miss Soccer de 2016 e duas vezes Jogadora do Ano pelo Pensacola News Journal. Ela também jogou futebol juvenil no Gulf Coast Texans.
Sams jogou três temporadas de futebol universitário pelos Seminoles na Florida State University entre 2017 e 2021; ela fez um total de 62 aparições, começando 61, marcando seis gols e registrando sete assistências. Como caloura, ela jogou em todos os 21 jogos da FSU na temporada, incluindo 20 partidas. Em sua estreia na faculdade, ela deu duas assistências para Deyna Castellanos em uma vitória por 3 a 0 sobre o UNC Greensboro Spartans. Ela marcou seu primeiro gol na faculdade em 5 de outubro em uma vitória por 3 a 0 sobre o Boston College Eagles. Ela ficou de fora na temporada de 2018 devido a uma lesão no ligamento cruzado anterior antes de ser forçada a ficar de fora em 2019 com uma segunda ruptura do ligamento cruzado anterior. Ela voltou em 2020 para começar em todos os 16 jogos durante a temporada encurtada pela pandemia de COVID-19, quando a FSU conquistou os títulos da temporada regular e do torneio da ACC. Individualmente, ela foi nomeada College Cup All-Tournament Team, All-ACC Second Team, United Soccer Coaches Second Team All-American.
Em 2021, ela começou todos os 25 jogos e jogou 2.306 minutos, o recorde da equipe, em seu último ano de redshirt, ancorando uma linha de defesa que permitiu 13 gols e manteve 14 shutouts. O time terminou em segundo na classificação da temporada regular, atrás do Virginia Cavaliers, mas defendeu seu título do torneio de futebol feminino da ACC de 2021 com uma vitória por 1 a 0 sobre o Cavaliers antes de ganhar o título do Campeonato Nacional de 2021, derrotando o BYU Cougars nos pênaltis na final. Ela ganhou as honras do College Cup All-Tournament Team, All-ACC First Team, ACC All-Tournament Team e United Soccer Coaches First Team All-American, além de ser nomeada Jogadora Defensiva do Ano da ACC. Tendo ficado de fora em 2018 e acumulado um ano adicional de elegibilidade após a temporada impactada pela COVID-19, ela foi autorizada a jogar mais uma temporada de futebol universitário, mas anunciou que desistiria e se tornaria profissional em agosto de 2022 após se sentir desrespeitada pela administração da FSU após a busca pelo treinador principal.

## Carreira
Sams assinou com a USL W League semiprofissional afiliada do Racing Louisville FC em maio de 2022. Ela fez nove aparições e marcou quatro gols durante a temporada de 2022 e foi nomeada para o segundo time do Best XI. Após optar por abrir mão de sua temporada final na Florida State no início de agosto de 2022, no meio da temporada de 2022 da NWSL, Sams assinou um contrato profissional diretamente com a NWSL em 31 de agosto de 2022. A mudança permitiu que ela mantivesse sua elegibilidade para ter seus direitos de jogo distribuídos no Draft de 2023 da NWSL e jogar na temporada de 2023 da NWSL. Em uma declaração, o Diretor Jurídico da liga declarou: "Estamos constantemente avaliando nossas políticas e procedimentos para garantir que a NWSL esteja atraindo e retendo os melhores jogadores do mundo." Tendo assinado até 2025, ela foi emprestada ao time sueco Damallsvenskan BK Häcken FF pelo restante da temporada de 2022. Ela fez sua estreia no clube sênior em 14 de setembro de 2022, começando e jogando os 90 minutos completos de uma vitória por 3 a 0 na terceira rodada da Svenska Cupen sobre o Jitex BK da segunda divisão. Ela fez mais quatro aparições, todas na liga, marcando um gol na vitória por 7 a 1 sobre o AIK. Apesar de ter sido nomeada como substituta para as duas partidas da segunda fase de qualificação contra o Paris Saint-Germain, ela não apareceu na Liga dos Campeões Feminina da UEFA.
Em 12 de janeiro de 2023, Sams foi selecionado na primeira rodada (terceira geral) do Draft da NWSL de 2023 pelo Orlando Pride. Sams registrou sua primeira assistência na NWSL, para Barbra Banda, em uma vitória por 1–0 sobre o Racing Louisville em 5 de maio de 2024. Ela marcou seu primeiro gol na NWSL em 19 de maio, abrindo uma vitória por 3–2 contra o Seattle Reign. Sua atuação ao lado da parceira de zaga Kylie Strom ajudou Orlando a estabelecer o recorde da NWSL de jogos consecutivos invictos e garantir o NWSL Shield, o primeiro troféu na história do Pride. Sams foi nomeada para o Time do Mês da NWSL três vezes, selecionada para o Melhor XI da NWSL e eleita a Defensora do Ano da NWSL.
Em junho de 2024, Sams recebeu sua primeira convocação para a seleção nacional sênior como jogadora de treinamento antes da partida de despedida para as Olimpíadas de Verão de 2024. No mês seguinte, ela foi nomeada como suplente para a equipe olímpica depois que Lynn Williams saiu da lista de suplentes para substituir Catarina Macario. Ela foi nomeada para o time do dia da partida para o jogo final da fase de grupos contra a Austrália no lugar da lesionada Tierna Davidson, e foi novamente nomeada no 18 para as quartas de final contra o Japão, mas foi uma substituta não utilizada para ambos. Davidson voltou para a semifinal. Os Estados Unidos ganharam o ouro ao derrotar o Brasil por 1 a 0 na final. Apesar de não jogar nas Olimpíadas, Sams atendeu aos critérios de elegibilidade para uma medalha ao ser nomeada para um time do dia da partida.

## Títulos
Orlando Pride
- NWSL Shield: 2024

Estados Unidos
- Jogos Olímpicos: 2024 (medalha de ouro)